# Necrocapitalismo

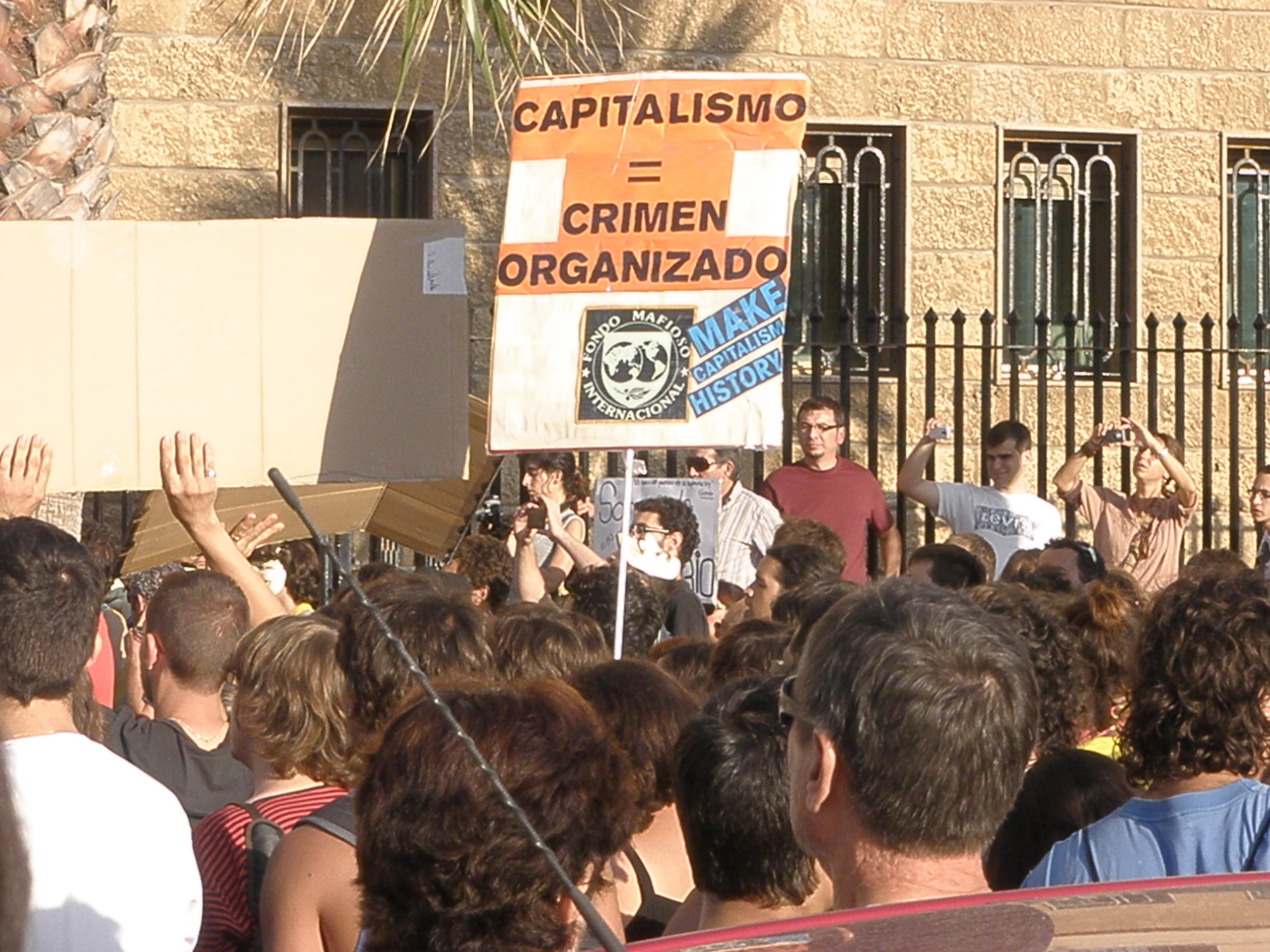
Protesta de personas en la ciudad de Cádiz.

El Necrocapitalismo, también llamado capitalismo necropolítico, es un concepto de acuñación reciente que alude a la existencia, dentro del sistema capitalista, y particularmente dentro del modelo neoliberal, de formas de economía criminal, fenómenos de delincuencia organizada y narcotráfico, entre otros, que son sumamente rentables a pesar de originarse en contextos de alta marginalidad social. El necrocapitalismo también refiere a la aparición de nuevos mercados relacionados con actividades ilícitas y sus vínculos con la previa exclusión económica-social de millones de personas que participan de esto.

Por su parte, Subhabrata Bobby Banerjee define el concepto como: “las formas contemporáneas de acumulación organizacional y que implican desposesión y sometimiento de la vida al poder de la muerte”. Explora las relaciones contemporáneas entre el comercio y la violencia, mientras enfoca el estudio de las prácticas capitalistas que contribuyen al despojo en diferentes contextos, incluyéndose la gestión de la violencia global a través del aumento de fuerzas militares privadas, y otros conflictos sociales, como las que se producen entre las corporaciones multinacionales y territorios indígenas, por ejemplo.

## Desarrollo del concepto
Se retoman conceptualizaciones previas desarrolladas para analizar esta modalidad del sistema económico: la noción de estado de excepción formulada por Giorgio Agamben y la necropolítica propuesta por Achille Mbembe, con claras expresiones de las formas de dominación imperantes en este sistema, entre las que se deben considerar el colonialismo y el imperialismo. La violencia, el despojo y la muerte son acontecimientos que pueden ser resultado del proceso de acumulación del capital, sin ninguna otra intervención que medie para evitar la trasgresión de la soberanía de los países o la real instauración del estado de excepción de facto en contra de las poblaciones civiles. Cobra aquí relevancia la gran similitud del concepto con el «capitalismo gore» expuesto por Sayak Valencia.
En este entorno la soberanía estatal es diluida por los mercados globales y el capital, quienes son las entidades que definen las prioridades de los propios estados, de este modo se crean escenarios en donde la coerción, la violencia, y otros crímenes ocurren. Las manifestaciones más agresivas del neocolonialismo se tienen igualmente por ser parte de este mismo concepto. Para Banerjee este régimen económico no es que invisibilice a las personas pobres o despojadas, sino que las excluye deliberadamente.

## Economía criminal
Los capitales eventualmente descubren las muy importantes actividades económicas que se desarrollan al margen de la ley, actividades que son ampliamente redituables en los procesos de acumulación del capital, entre dichas se encuentran: el trasiego de mercaderías, el tráfico de sustancias nocivas y la trata de personas. En esta red aparecen de manera subsecuente el dinero negro y el lavado de activos, es decir, la participación directa o indirecta de instituciones financieras y bolsas de valores. En esta situación la diferencia entre capital financiero y crimen organizado se vuelve demasiado sutil o deja de existir.
Algunos autores han planteado la cercanía de este concepto con la realidad mundial inmersa en la pandemia de covid-19, en donde se exponen sistemas políticos y económicos que tienen el poder sobre la muerte; que deciden quien muere y de qué manera: El confinamiento sanitario es un privilegio de clase inalcanzable en sociedades en donde la precariedad o la pobreza son generalizados, mientras que muchos gobiernos alrededor del mundo se muestran incapaces de ofreces soluciones efectivas a este tipo de emergencias. Se evidencian también las aristas de una economía en donde la búsqueda de concentración de dinero ocurre sin que importen destacadamente los costes sociales, humanos, ambientales, etc.
Se plantea que la globalización ha hondado en muchas ocasiones las desigualdades sociales, ha bloqueado la movilidad ascendente y descualificado a los estratos sociales subalternos. La financiarizacion de la economía, la privatización y la mercantilización de la vida en sociedad han articulado la acumulación por desposesión, con el resultado añadido de personas reducidas a mercancías. En este sentido, el necrocapitalismo puede presentarse como una versión más del neofascismo o como una degeneración autoritaria del sistema político-económico. Las herramientas de esta dominación pueden ser explícitas o no, pero vuelven sistemáticas las violaciones a los derechos humanos: discriminación de diferentes colectivos o grupos humanos, la criminalización de la desobediencia civil, racismo, clasismo, medidas antinmigrantes represivas, polarización social, etcétera.

## Metáforas en la ficción
El crítico cinematográfico Antoine Coppola utilizó el término "necrocapitalismo" al analizar la popular serie coreana El juego del calamar como una muestra de la barbarie capitalista en plenitud, al desnudar gráficamente lo que es la competencia irrefrenable hasta la muerte y contra el otro en este sistema. Un escenario en donde la deuda, la miseria, hipotecas impagables, y otros elementos de la vida cotidiana para muchas personas les orilla a entregarse en un juego a muerte, donde al final un solo ganador se lleva todo. Lo que además ocurre para entretenimiento y complacencia de los adinerados. Otros críticos han apuntado que se trata de una exposición del modo de vida actual en donde la gente está dispuesta a morir por el dinero, además del consumismo y el grado de crueldad al que pueden llegar quienes poseen el poder económico.
Otra obra de ficción que comparte este carácter y que ha sido aplaudida por la crítica, es la película Joker, protagonizada por Joaquin Phoenix. En ella se retratan la tragedia social y los estragos que produce un sistema inmoral sobre todo en personas vulnerables; tiranía que se ejerce sobre alienados, catarsis del oprimido a través de la violencia y los rasgos esquizofrénicos del sistema.